# Mimudea sthennymalis
Mimudea sthennymalis là một loài bướm đêm trong họ Crambidae.